# Barbara (osebno ime)
Barbara je žensko osebno ime.

## Slovenske različice
Bara, Barba, Barbi, Barica, Barbika, Barbina, Barbka, Barča, Bari, Barica, Barika, Barka, Varja, Barbka Marija, Katarina Barbara, Varja Marija, Varjenka, Varvana

## Tujejezikovne različice
- pri Čehih, Litvancih in Slovakih: Barbora
- pri Madžarih: Borbála, Borbolya
- pri Italijanih in delno Hrvatih: Bartola
- pri Nemcih: Barbara, Bärbel
- pri Skandinavcih (Švedi, Norvažani): Barbro
- pri Špancih in Portugalcih: Bárbara (šp. tudi Barbola, port. Bárbora)
- pri Kataloncih: Bàrbara
- pri Rusih, Ukrajincih, Bolgarih: Bapвapa, Барбара, tudi Варя (Varja)
- pri Grkih: Βαρβαρα (Varvara)
- pri Latvijcih: Baiba

## Izvor in pomen imena
Ime Barbara izhaja iz latinskega imena  Barbara, v grščini Βαρβαρος (Barbaros) z nekdanjim pomenom »tujka, barbarka«. Ime razlagajo z grško besedo βαρβαρος (barbaros) in latinsko barbarus v pomenih »tuj, nergaški; neomikan, neveden, krut, divjaški.«

## Pogostost imena
Po podatkih Statističnega urada Republike Slovenije je bilo na dan 31. decembra 2007 v Sloveniji število ženskih oseb z imenom Barbara: 9.718. Med vsemi ženskimi imeni pa je ime Barbara po pogostosti uporabe uvrščeno na 11. mesto.

## Osebni praznik
V koledarju je ime Barbara zapisano 4. decembra (Barbara, svetnica devica in mučenka iz Nikomedije, † 4.dec. okoli leta 306).

## Zanimivosti
- V Sloveniji je 16. cerkva sv. Barbare. Barbara velja za eno od 14 zavetnikov v sili. Velja tudi za zavetnico za srečno zadnjo uro, ter zavetnico rudarjev in topničarjev, ter za zavetnico v viharjih in nevihtah.
- V zvezi s topničarji je špaski izraz Santa Bárbara v pomenu »smodnišnica«, medtem ko italijansko santabarbara v mornariški terminologiji pomeni »skladišče streliva na ladji«.
- Pri Čehih pa izraz barbora pomeni »debelo ali neumno žensko«

## Slavni nosilci imena
Barbara Celjska - Sveta Barbara - 